# Dschungelbuch-Kids
Dschungelbuch-Kids (auch Disneys Dschungelbuch-Kids oder Die Dschungelbuch-Kids; engl.: Jungle Cubs) ist eine US-amerikanische Zeichentrickserie der Walt Disney Company aus den Jahren 1996 bis 1998 mit 21 Folgen.
Die Figuren der Serie basieren auf denen des Disney-Films Das Dschungelbuch von 1967, wie es in ähnlicher Form schon für Käpt’n Balu und seine tollkühne Crew gemacht wurde. Einige der Folgen basieren auf Geschichten aus Rudyard Kiplings Das Dschungelbuch, die im Disney-Film keine Verwendung fanden.

## Inhalt
Die Jungtiere Balu, Baghira, Kaa, Hathi und Loui leben gemeinsam im Dschungel. Zum Spielen treffen sich die Freunde tagtäglich in einem verfallenen Tempel. Das Wichtigste für sie sind Spaß, die Freunde, Musik und natürlich Fressen. Ab und an kommt auch der kleine Tiger Shir Khan vorbei, um ihnen zu beweisen, dass er ihnen allen so einiges voraus hat.
Schwierig wird es immer dann, wenn die beiden Geier Arthur und Cecil versuchen die Tierkinder in eine Falle zu locken oder Shir Khan mal wieder beweisen muss, wie mutig er ist.

## Charaktere
- Balu (Baloo) ist ein gemütlicher Bär, dessen Leben fast nur aus Nickerchen und Futter besteht.
- Baghira (Bagheera) ist ein schlauer Panther mit Putzfimmel.
- Louie ist ein fröhlicher Orang-Utan-Prinz, der Musik und Bananen liebt.
- Kaa ist eine Riesenschlange, die meint, dass sie andere hypnotisieren könne.
- Hathi ist ein schüchterner Elefant, der nicht Nein zu seinen Freunden sagen kann.
- Shir Khan (Shere Khan) ist ein Tiger, der von allen respektiert und gefürchtet werden möchte.

### Nebencharaktere
- Arthur (Artie) und Cecil (Michael McKean) sind zwei verfressene Geier
- Winifred ist Hathis Elefantenfreundin (im Dschungelbuch-Film ist sie seine Frau)
- Akela ist ein Wolf, der später Mogli in sein Rudel aufnimmt

## Veröffentlichung
Die Serie wurde erstmals in den USA durch den Sender ABC vom 5. Oktober bis zum 28. Dezember 1996 ausgestrahlt, von 10. Oktober bis 10. Januar 1998 folgten die Episoden der zweiten Staffel. Im gleichen Jahr erschien ein VHS zur Serie, später folgten drei Folgen auf DVD. Die Serie wurde durch die Sender Disney Channel und Toon Disney wiederholt.
Die deutsche Erstausstrahlung erfolgte ab dem 21. November 1998 durch den RTL. Später wurde die Serie von den Sendern Disney Channel, Super RTL, ORF 1 und Toon Disney gesendet.

## Synchronisation
| Figur     | Originalsprecher                  | Deutscher Sprecher |
| --------- | --------------------------------- | ------------------ |
| Balu      | Pamela Adlon                      | Katrin Fröhlich    |
| Baghira   | Elizabeth Daily Dee Bradley Baker | Carin C. Tietze    |
| Louie     | Cree Summer Jason Marsden         | Niko Macoulis      |
| Kaa       | Jim Cummings                      | Kai Taschner       |
| Hathi     | David L. Lander                   | Jan Odle           |
| Shir Khan | Jason Marsden                     | Claus-Peter Damitz |

## Auszeichnungen
1997 wurde die Serie für den Annie Award nominiert.